# Bybit
Bybit é uma corretora de criptomoeda fundada em 2018 e registada em múltiplas jurisdições.

## História
A plataforma foi fundada por Ben Zhou em 2018, e até 2020 funcionava apenas com sua versão web, altura em que a aplicação móvel foi lançada nas lojas Apple e Google.
Em Março de 2021, a Bybit atingiu um domínio de mercado de 16,1% dos futuros BTC globais com um volume de negociação de 12,2 mil milhões de dólares, ultrapassando a Chicago Mercantile Exchange (CME) para ser a segunda maior plataforma de negociação de futuros de bitcoin.
Em Maio do mesmo ano, lançou a Central ByFi, uma plataforma que permite o acesso a produtos DeFi simplificados ou de mineração na nuvem. Também expandiu a sua oferta para negociação spot e implementou melhorias no seu processo KYC (know-your-customer) para indivíduos e empresas.
Em meados de 2021, a Bybit contava já com mais de 2 milhões de utilizadores registados.
A Bybit estabeleceu parcerias com a UNICEF e patrocina o Virtus.pro.
Bybit faz ainda parceria com o clube de futebol Borussia Dortmund, e é o novo patrocinador oficial da Associação de Futebol Argentino.